# Einheitskreis

Punkte auf dem Einheitskreis

In der Mathematik ist der Einheitskreis der Kreis, dessen Radius die Länge 1 hat und dessen Mittelpunkt mit dem Koordinatenursprung der Ebene übereinstimmt. Bei Verwendung eines kartesischen Koordinatensystems besteht der Einheitskreis aus denjenigen Punkten {\displaystyle (x,y)} der Ebene, welche die Gleichung {\displaystyle x^{2}+y^{2}=1} erfüllen. Er ist also identisch mit der eindimensionalen Einheitssphäre {\displaystyle S^{1}} .
Die Menge der Punkte {\displaystyle (x,y)} der Ebene, für die {\displaystyle x^{2}+y^{2}\leq 1} gilt, ist in der euklidischen Topologie der Ebene eine abgeschlossene Menge. Diese Punktmenge wird daher als abgeschlossene Einheitskreisscheibe oder einfach nur als Einheitskreisscheibe bezeichnet. Ihr Inneres, also die Menge der Punkte {\displaystyle (x,y)} der Ebene, für die {\displaystyle x^{2}+y^{2}<1} gilt, ist die offene Einheitskreisscheibe.

## Trigonometrische Zusammenhänge

Trigonometrische Funktionen am Einheitskreis (Animation)

Liegt ein Punkt {\displaystyle P} auf dem Einheitskreis, dann kann man einen Winkel {\displaystyle \varphi } zu der x-Achse (Abszisse) definieren, unter dem {\displaystyle P} vom Ursprung des Koordinatensystems aus gesehen wird. Für die Koordinaten {\displaystyle (x_{p},y_{p})} von {\displaystyle P} gilt dann
{\displaystyle x_{p}=\cos \varphi }, {\displaystyle y_{p}=\sin \varphi } und {\displaystyle {\frac {y_{p}}{x_{p}}}=\tan \varphi .}
Unter Zuhilfenahme der Beziehungen im rechtwinkligen Dreieck lassen sich folgende Zusammenhänge aufstellen:
{\displaystyle \sin \varphi ={\frac {\text{Gegenkathete}}{\text{Hypotenuse}}}}
{\displaystyle \cos \varphi ={\frac {\text{Ankathete}}{\text{Hypotenuse}}}}
{\displaystyle \tan \varphi ={\frac {\text{Gegenkathete}}{\text{Ankathete}}}}
{\displaystyle \cot \varphi ={\frac {\text{Ankathete}}{\text{Gegenkathete}}}}
Außerdem existieren noch die Funktionen Sekans und Kosekans, die definiert sind als die Kehrwertfunktionen von Kosinus und Sinus.
Die orientierte Länge der Tangente an den Kreis, welche senkrecht auf der x-Achse steht, bis zum Scheitelpunkt des Winkels ist der Tangens von {\displaystyle \varphi }.
Der Einheitskreis kann also unter Anwendung der eulerschen Identität in der komplexen Zahlenebene folgendermaßen parametrisiert werden:
{\displaystyle S^{1}=\{e^{i\varphi }\;\mid \;\varphi \in [0\;,\;2\pi )\}}.

## Rationale Parametrisierung

Rationale Parametrisierung

Auch ohne Rückgriff auf trigonometrische Funktionen lassen sich alle Punkte des Einheitskreises finden. Sei {\displaystyle t} eine beliebige reelle Zahl. Ein Schnittpunkt der Geraden durch {\displaystyle (-1,0)} und {\displaystyle (0,t)} mit dem Einheitskreis ist offenbar {\displaystyle (-1,0)}. Der andere befindet sich bei {\displaystyle \left({\tfrac {1-t^{2}}{1+t^{2}}},{\tfrac {2t}{1+t^{2}}}\right)}, und durchläuft, wenn {\displaystyle t} ganz {\displaystyle \mathbb {R} } durchläuft, den ganzen Kreis. Der Punkt {\displaystyle (-1,0)} wird dabei allerdings nur nach dem Grenzübergang {\displaystyle t\to \pm \infty } erreicht.
Durch diese Parametrisierung erhält man nicht zuletzt für rationale Zahlen {\displaystyle t={\frac {p}{q}}}  aus ihr durch elementare Umformungen pythagoräische Tripel {\displaystyle (q^{2}-p^{2},2pq,q^{2}+p^{2})}.

## Andere Normen
Wird eine andere Norm als die euklidische Norm zur Abstandsmessung benutzt, so ist die Form des Einheitskreises im kartesischen Koordinatensystem eine andere. So ist zum Beispiel der Einheitskreis für die Maximumsnorm ein Quadrat mit den Ecken {\displaystyle (\pm 1,\pm 1)} und der Einheitskreis für die Summennorm ein Quadrat mit den Ecken {\displaystyle (\pm 1,0)} und {\displaystyle (0,\pm 1)}.